# Araneus loczyanus
Araneus loczyanus là một loài nhện trong họ Araneidae.
Loài này thuộc chi Araneus. Araneus loczyanus được miêu tả năm 1898 bởi Lendl.